# Grammatik over det Danske Sprog
Grammatik over det Danske Sprog (GDS) er en akademisk referencegrammatik der beskriver det danske sprog, skrevet af Erik Hansen og Lars Heltoft. Bogen består af tre bind og blev første gang udgivet i 2011 af Det Danske Sprog- og Litteraturselskab i kommission hos Syddansk Universitetsforlag.
Det er den største fremstilling af dansk grammatik i nyere tid. Teoretisk bygger den på Paul Diderichsens beskrivelser, dansk strukturalisme og Dansk Funktionel Lingvistik.
Der er lignende skandinaviske projekter i form af Norsk referansegrammatikk (1997) og Svenska Akademiens Grammatik (1999).

## Historie
Arbejdet med værket begyndte i 1992 som en del af projektet Ny forskning i grammatik, et initiativ fra Statens Humanistiske Forskningsråd (som også kom til udtryk i tidsskriftet af samme navn) og blev færdiggjort omkring 2007; selve udgivelsen blev til med støtte fra Oticon-fonden.:9-12 
Ved udgivelsen blev værket anmeldt og kommenteret i danske fagtidsskrifter.
Der udkom en anden udgave af værket i 2019,
som forlaget beskriver som "revideret", men som er et genoptryk med få ændringer.